# Тёмный групер
Тёмный групер (лат. Epinephelus marginatus) — вид лучепёрых рыб из семейства каменных окуней (Serranidae) отряда окунеобразных. Распространены в Атлантическом океане и в западной части Индийского океана. Максимальная длина тела 150 см. Протогинические гермафродиты.

## Описание
Тело массивное, овальное на поперечном разрезе, покрыто ктеноидной чешуёй. Высота тела меньше длины головы, укладывается 2,6—3,1 раза в стандартную длину тела. Длина головы в 2,3—2,5 раза меньше стандартной длины тела. Межглазничное пространство выпуклое. Предкрышка закруглённая, с мелкими зазубринами, угловая зазубрина увеличенная. Подкрышечная и межкрышнечная кости гладкие. Диаметр глаза почти равен или немного больше межглазничному расстоянию (у рыб длиной 10—30 см) и меньше данного расстояния у рыб длиной более 40 см. Верхний край жаберной крышки прямой; на жаберной крышке три сильных плоских шипа. Ноздри почти одинакового размера, иногда задняя несколько крупнее. Нижняя челюсть выступает вперёд. Верхняя челюсть доходит до вертикали заднего края глаза или немного заходит за неё. На нижней челюсти 2—4 латеральных ряда зубов; зубы мелкие, почти равны по величине, остроконечные. На верхней части жаберной дуги 7—10 жаберных тычинок, а на нижней части 14—16. Длинный спинной плавник с 11 жёсткими колючими лучами и 14—16 мягкими лучами; третий и четвёртый колючие лучи несколько длиннее остальных. Анальный плавник с 3 жёсткими и 8 мягкими лучами. Грудные плавники с 17—19 лучами, длиннее брюшных плавников. Брюшные плавники не достигают анального отверстия; их основания располагаются под основаниями грудных плавников. Хвостовой плавник закруглённый у молоди, у взрослых особей усечённый с закруглёнными углами. Боковая линия с 62—73 чешуйками. Вдоль боковой линии 98—116 рядов чешуи. Пилорических придатков 26—50.
Голова и тело тёмно-красновато-коричневые, спина иногда сероватая. Брюхо золотисто-жёлтое. На голове и теле разбросаны белые, бледно зеленовато-жёлтые или серебристо-серые пятна неправильной формы; сгруппированы в вертикальные ряды. Над верхней челюстью проходит чёрная полоса. Средние части плавников тёмно-коричневые. Дистальные края анального и хвостового плавников (часто и грудных плавников) белые. Задний край брюшных плавников черноватый. Грудные плавники тёмно-красновато-коричневые или серые. Края колючей части спинного плавника и нижняя часть парных плавников часто золотисто-жёлтые.
Максимальная длина тела 150 см, а масса 60 кг.

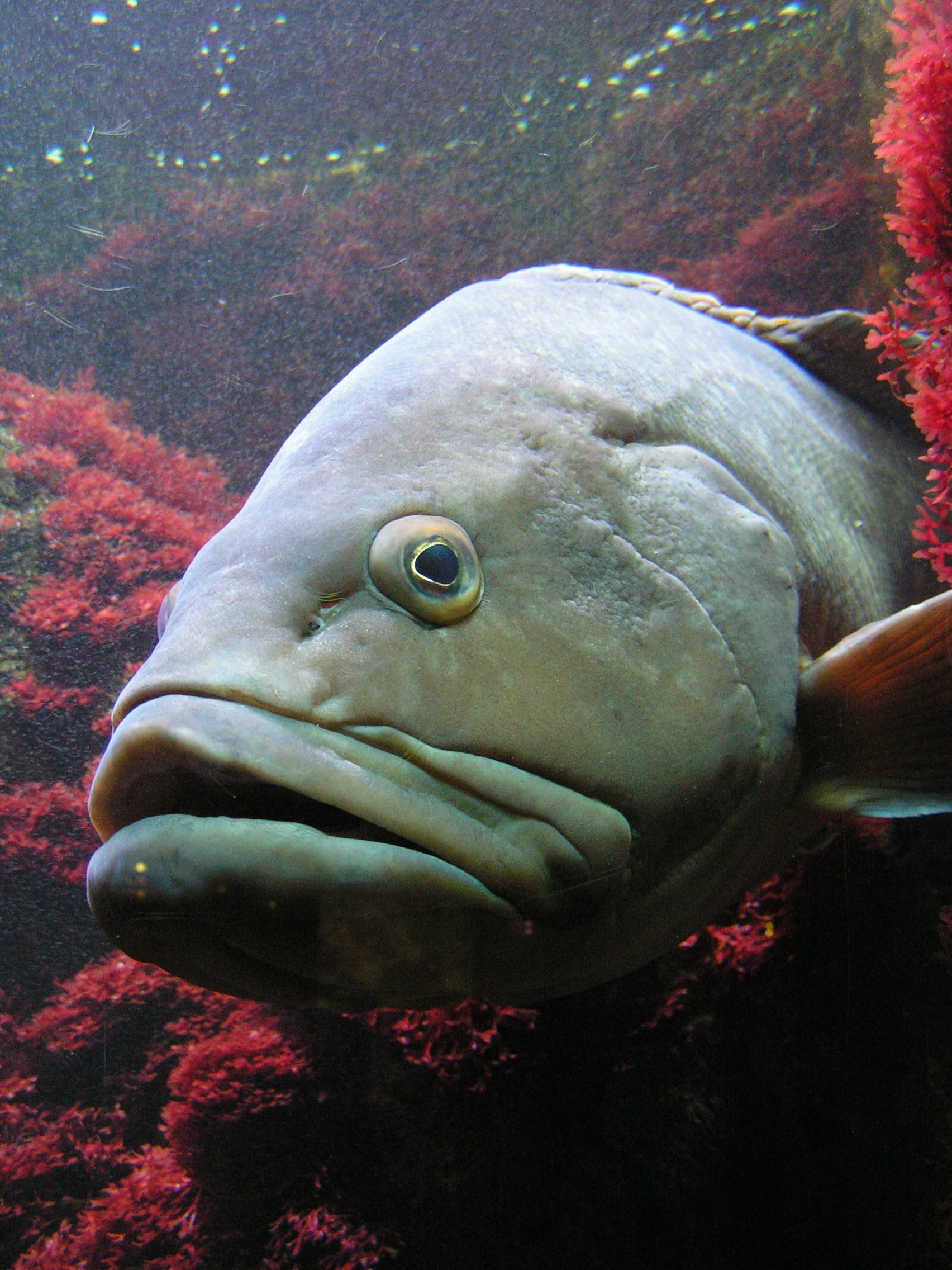

## Биология
Морские придонные рыбы. Взрослые особи предпочитают скалистые грунты. Обитают в прибрежной зоне на глубине от 8 до 50 м, хотя иногда встречаются на глубине до 300 м. Ведут одиночный образ жизни. Малоподвижны, добычу подстерегают в засаде. В нерестовый период могут образовывать небольшие скопления. Питаются кальмарами, ракообразными и рыбой. В рационе крупных особей преобладает рыба. Максимальная продолжительность жизни 61 год.

### Размножение
Как и остальные представители рода тёмный групер является последовательным протогиническим гермафродитом. Все особи рождаются самками и только в течение жизненного цикла часть особей изменяет пол и становится самцами.
В южной части Средиземного моря самки тёмного групера впервые созревают при средней длине тела 36,7 см, а 50 % особей в популяции созревают при средней длине тела 43,8 см в возрасте 5 лет. Смена пола происходит после достижения длины тела самок от 69 до 93 см (средний возраст смены пола 12 лет). Впервые созревающие самцы имеют среднюю длину тела 81,3 см. Нерест в этом регионе наблюдается с июня до начала сентября.
По другим данным в западной части Средиземного моря самки впервые созревают в возрасте 6 лет при длине тела 49 см. Самцы крупнее и старше самок, но в уловах встречаются и крупные самки старших возрастных классов. Нерестовый сезон продолжается с поздней весны до конца лета с пиком в июле и августе. Потенциальная плодовитость варьируется от 65 тысяч до 8 млн ооцитов у самок длиной от 39 до 92 см в возрасте 6—42 года. Плодовитость зависит от длины и массы тела, а также возраста самок. Средняя относительная плодовитость составляет 334 тысячи ооцитов на кг массы тела самки. Нерест порционный; за сезон вымётывается до 10 порций икры.
У берегов Бразилии 50 % самок в популяции впервые созревают при длине тела 47 см и массе 2 кг. Нерест наблюдается в летние месяцы с пиком в декабре.

## Ареал
Широко распространены в Атлантическом океане и западной части Индийского океана. Восточная часть Атлантического океана: от южной части Ла-Манша вдоль побережья Испании и Португалии, вокруг архипелагов Макаронезии (Азорские острова, Острова Зелёного Мыса, Канарские острова, Мадейра); Средиземное море; вдоль побережья западной Африки до юга Анголы (вероятно до севера Намибии).
Западная Атлантика: от штата Эспириту-Санту (Бразилия) до севера Патагонии (Аргентина).
В западной части Индийского океана распространены вдоль восточного побережья Южной Африки до Мозамбика; у берегов юго-восточного Мадагаскара и Реюньона.

## Взаимодействие с человеком
Ценная промысловая рыба. Обладает высокими вкусовыми качествами. Максимальные мировые уловы в 1990-х годах достигали 8 тысяч тонн. Добывают тралами и удебными орудиями лова. Основные места промысла: Средиземное море, прибрежные воды Африки и Бразилии. Популярный объект спортивной рыбалки, в том числе подводной охоты. Предпринимались попытки выращивания тёмного окуня в искусственных условиях. Медленный темп роста и особенности воспроизводительной системы делают все популяции данного вида очень чувствительными к перелову.